# Paracambi (kommun)
Paracambi är en kommun i Brasilien.   Den ligger i delstaten Rio de Janeiro, i den sydöstra delen av landet, 900 km sydost om huvudstaden Brasília. Antalet invånare är 47 074.
Följande samhällen finns i Paracambi:
- Paracambi

Omgivningarna runt Paracambi är huvudsakligen savann. Runt Paracambi är det tätbefolkat, med 849 invånare per kvadratkilometer.